# Teoria de Galois topológica
Em matemática, a teoria de Galois topológica é uma teoria matemática que se originou a partir de uma demonstração topológica do teorema da impossibilidade de Abel descoberta por V. I. Arnold, e diz respeito a aplicações de alguns conceitos topológicos para alguns problemas no campo da teoria de Galois. Ela conecta muitas idéias da álgebra a ideias da topologia. Como descrito no livro de Khovanskii: "De acordo com esta teoria, a forma como a superfície de Riemann de uma função analítica cobre o plano dos números complexos pode obstruir a representatividade desta função por fórmulas explícitas. Os mais fortes resultados conhecidos sobre a inexpressibilidade de funções por fórmulas explícitas foram obtidos desta maneira."